# روزي (ورزقان)
روزي هي قرية في مقاطعة ورزقان، إيران. عدد سكان هذه القرية هو 733 في سنة 2006.